# Bluefield (Virginie-Occidentale)
Cet article possède un paronyme, voir Bluefield.
La ville américaine de Bluefield est située dans le comté de Mercer, dans l’État de Virginie-Occidentale. Lors du recensement de 2010, sa population s’élevait à 10 447 habitants : le recensement de 2020 donne 9 658 habitants. 
Le nom de la ville signifie « champ bleu », en référence — selon les versions — au pâturin, à la chicorée sauvage ou à la polémoine rampante.